# 파이 중간자
파이온(영어: Pion) 또는 파이 중간자(영어: pi meson)는 업 쿼크와 다운 쿼크가 섞여 만들어진, 유사한 성질을 지닌 세 종의 유사스칼라 중간자 가운데 하나다. 가장 가벼운 중간자며, 핵자 사이의 강한 핵력을 매개한다. 축 아이소스핀의 자발 대칭 깨짐의 유사 골드스톤 보손이다.

## 기본 성질
파이온은 스핀이 0이며 쿼크의 1세대로 이루어진다. 쿼크 모형에서, 위 쿼크와 아래 반쿼크는 π+를 이루며, 아래 쿼크와 위 반쿼크는 π-와 그의 반입자를, 그리고 반 위/아래-쿼크와 반 아래쿼크들은 같은 양자수를 갖는 중성 조합을 이루는데, 따라서 이것은 양자적 중첩상태에서만 일어난다. 가장 낮은 에너지의 중첩은 π0이며 이것은 그 자신의 반입자이다. 동시에 파이온들은 아이소스핀의 삼중항 상태를 이루며 각각의 파이온은 아이소스핀-1(I = 1)과 그 자신의 전하와 같은 전하량(Iz = +1, 0 or -1)을 갖는 세 번째 성분의 아이소스핀을 갖는다.

### 대전된 파이온의 붕괴

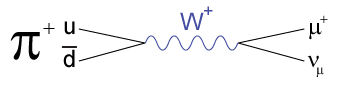
렙톤 파이온 붕괴의 파인만 도표

π± 중간자는 139.6MeV/c2인 질량을 가지며 2.6×10−8s의 평균 수명을 갖는다. 이것은 약한 상호작용에 의해 일어난다.
주요 붕괴 형태(99.9877%)는 렙톤에서 뮤온과 중성미자로 붕괴되는 것이다.
{\displaystyle \pi ^{+}\longrightarrow \mu ^{+}+\nu _{\mu }}
{\displaystyle \pi ^{-}\longrightarrow \mu ^{-}+{\bar {\nu }}_{\mu }}
두 번째 붕괴 형태(0.0123%)는 전자와 대응되는 중성미자로 분열되는 것이다(CERN에서 1958년에 발견).
{\displaystyle \pi ^{+}\longrightarrow e^{+}+\nu _{e}}
{\displaystyle \pi ^{-}\longrightarrow e^{-}+{\bar {\nu }}_{e}}
뮤온 붕괴에 대한 전자기적 붕괴의 억제 비율은 대략
{\displaystyle R_{\pi }=(m_{e}/m_{\mu })^{2}\left({\frac {M_{\pi }^{2}-M_{e}^{2}}{M_{\pi }^{2}-M_{\mu }^{2}}}\right)^{2}}
인데 이것은 '나선도(Helicity) 억제'라고 알려진 일종의 스핀 효과이다.
위의 비율을 측정하는 것은 대체로 대전된 약전류의 V-A 구조와 렙톤 보편성을 검증하는 것으로 여겨져 왔다.
순수한 렙톤 붕괴와 달리, 구조 의존적인 방사성 렙톤 붕괴와 매우 드물게는 중성 파이온의 최종 상태에서의 베타 붕괴(약 10−8의 확률)도 관측되었다.

### 중성 파이온의 붕괴
π0 중간자는 조금 더 가벼운 135.0 MeV/c2의 질량을 가지며 조금 짧은 8.4×10−17s의 평균수명을 갖는다. 이것은 주로 전자기력에 의해 일어난다. 주요 붕괴 형태(98.8%)는 광자 두 개로 붕괴되는 것이다.
π0 → 2γ
두 번째 붕괴 형태(1.2%)는 소위 달리츠 붕괴로써 광자 한 개와 전자-양전자 쌍으로 붕괴된다.
π0 → γ + e− + e+
파이온이 붕괴되는 정도에 대한 비율은 손지기 섭동 이론(chiral perturbation theory)과 같은 입자물리학의 많은 하위 분야들에 지대한 영향을 미친다. 이 비율은 파이온 붕괴 상수(ƒπ)로써 나타내어지는데, 대략 90 MeV 정도의 값을 가진다.
| 입자 이름 | 입자 기호 | 반입자 기호 | 쿼크 구성                                                                           | 정지 질량 (MeV/c2)  | IG | JPC | S | C | B' | 평균수명 (s)           | 주요 붕괴 (> 전체의 5%)              |
| --------- | --------- | ----------- | ----------------------------------------------------------------------------------- | ------------------- | -- | --- | - | - | -- | ---------------------- | ------------------------------------ |
| 파이온    | π+        | π-          | {\displaystyle \mathrm {u} {\bar {\mathrm {d} }}}                                   | 139.570 18(35)      | 1− | 0−  | 0 | 0 | 0  | 2.6033 ± 0.0005 × 10-8 | {\displaystyle \mu ^{+}+\nu _{\mu }} |
| 파이온    | π0        | π0(자신)    | {\displaystyle {\tfrac {\mathrm {u{\bar {u}}} -\mathrm {d{\bar {d}}} }{\sqrt {2}}}} | 134.976 6 ± 0.000 6 | 1− | 0−+ | 0 | 0 | 0  | 8.4 ± 0.6 × 10-17      | γ + γ                                |

## 역사
1935년 유카와 히데키에 의해 처음으로 강한 핵력을 매개하는 입자로써의 중간자가 이론적으로 예견되었다. (핵의 반경에서 추론한) 핵력의 범위로부터, 유카와는 100 MeV 질량을 갖는 입자의 존재를 예견했다. 1936년에 뮤온이 발견되면서 106 MeV의 질량을 가진다고 관측됨에 따라 이것이 중간자가 아닌가 하고 생각되었지만 이후의 실험에서 뮤온은 강력을 매개하지 못한다는 것이 밝혀졌다. 현대적인 용어로 뮤온은 중간자가 아닌 렙톤이다.
1947년에 첫 번째 진정한 중간자인 대전된 파이온이 브리스톨 대학교의 세실 파월, 세자레 라테스, 주세페 오키알리니에 의해 발견되었다. 당시는 입자 가속기가 아직 개발되기 전의 시대였기 때문에 높은 에너지는 오로지 대기의 우주선을 통해서 밖에 접할 수 없었다. 그래서 실험은 은염 방식을 사용한 사진 유제를 우주 방사선을 쬐이기 위해 높은 고지대(최초는 피레네산맥의 피크 뒤 미디 드 비고르, 이후에는 안데스의 차칼타야)에 오랜 시간 노출시키는 방식으로 이루어졌다.
건판을 거두어들인 뒤 유제의 현미경 분석을 통하여 대전 입자의 자취가 확인되었는데 파이온은 고유의 "이중 중간자" 자취와 이후 다른 "중간자"("뮤온"; 뮤온은 현대 입자물리학에서는 중간자가 아니다)로의 붕괴 흔적을 통해 확인되었다. 1948년에 라테스와 유진 가드너는 캘리포니아 대학교 버클리의 사이클로트론에서 탄소 원자의 알파 입자 충돌실험을 통해 파이온을 인공적으로 만들어내는 데에 처음으로 성공하였다.
이 발견에 대한 노벨 물리학상은 1949년에 유카와 히데키에게 중간자를 이론적으로 예측한 공로로 수여되었고 다시 1950년에는 세실 파월에게 사진유제를 이용한 입자 검출 기술의 발전에 대한 공로로 수여되었다.
중성 파이온은 전기적으로 중성이므로 대전된 파이온에 비해서 발견하기 어려운데, 유제에 자취를 남기지 않기 때문이다. 그러나 우주선에서의 붕괴 과정에서 전자와 광자 등으로 이루어진 소위 "우주선 연성분"(soft component)이라는 생성물이 생기기 때문에 그 존재가 추론되었다.
π0는 1950년에 버클리 사이클로트론에서 두 개의 광자로 붕괴하는 과정이 확인되었으며 같은 해에 영국 브리스톨 대학교의 우주선 풍선 실험에 의해서도 확인되었다.
우주론에서 파이온은 GZK한계에 의해 우주선 에너지의 상한을 제한하는 설명하는 역할을 한다.
강한 상호작용(양자 색역학)의 현대적인 이해에서는, 파이온은 자발 대칭 깨짐 손지기대칭(chiral symmetry)의 유사 골드스톤 보손이라고 생각된다. 이것은 파이온 질량이 왜 다른 η′(958 MeV)과 같은 중간자들의 질량에 비해 현격히 작은지를 설명해준다. 만약 그 구성 쿼크들이 질량이 없다면(손지기 대칭을 정확하게 이루게 되며), 골드스톤 정리를 따르면 파이온은 0의 질량을 가져야 한다는 것이 예측될 것이다. 그러나 실제로 쿼크는 약간의 질량을 갖고 있으며 파이온 또한 마찬가지이다.
파이온을 방사선 치료에 이용하는 응용이 미국 로스앨러모스 국립 연구소와 캐나다 TRIUMF 등의 많은 기관에서 연구되었다.

## 이론적 개괄
파이온은 한 쌍의 핵자 사이의 상호작용을 매개하는 입자로 생각될 수 있다. 이 상호작용은 인력으로써 핵자들이 서로를 끌어당기는 힘이다. 비상대론적인 형태로 기술할 경우에 이것은 유카와 퍼텐셜이라고 불린다. 파이온은 스핀이 없는 상태에서는 클라인-고든 방정식에 의해 기술되는 동역학을 갖는다. 양자장론에서는 파이온-핵자 상호작용을 기술하는 유효장론 라그랑지안은 유카와 상호작용이라고 부른다.
π±와 π0가 거의 같은 질량을 가진다는 것은 그들 사이에 어떠한 대칭성이 존재한다는 것을 의미하는데, 이 대칭성은 SU(2) 맛깔대칭 혹은 아이소스핀이라고 한다.
π±와 π0라는 세 가지 파이온이 존재하는 이유는, SU(2)의 삼중항 표현 혹은 수반 표현 3으로 이해된다. 그에 반해, 위와 아래 쿼크는 SU(2)의 기본 표현 2를 따라서 변형되며 반 쿼크들은 켤레 표현 2*를 따라서 변형된다.
기묘 쿼크를 포함하여, 파이온은 SU(3)의 수반 표현 8에 의한 SU(3) 맛깔대칭에 참여한다고 할 수 있다. 이 팔중항(octet)의 또 다른 일원들은 네 개의 케이온(kaon)과 에타 중간자이다.
파이온은 홀짝성 변환을 따르는 유사스칼라이다. 따라서 파이온 전류는 축벡터 전류와 결합하며 파이온은 손지기 변칙(chiral anomaly)에 관여한다.

## 같이 보기
- 파이오니움
- 입자의 목록
- 쿼크 모형

## 추가 문헌
- Gerald Edward Brown and A. D. Jackson, The Nucleon-Nucleon Interaction, (1976) North-Holland Publishing, Amsterdam ISBN 0-7204-0335-9